# Catedral de Ruisi
La catedral de Ruisi (en georgiano: რუისის ღვთისმშობლის ტაძარი) es una iglesia ortodoxa ubicada en el pueblo de Ruisi, en la región de Shida Kartli, Georgia. Originalmente construida entre los siglos VIII-IX, fue remodelada en el siglo XI y reconstruida en el siglo XV. Es considerada un monumento cultural de Georgia.

## Historia

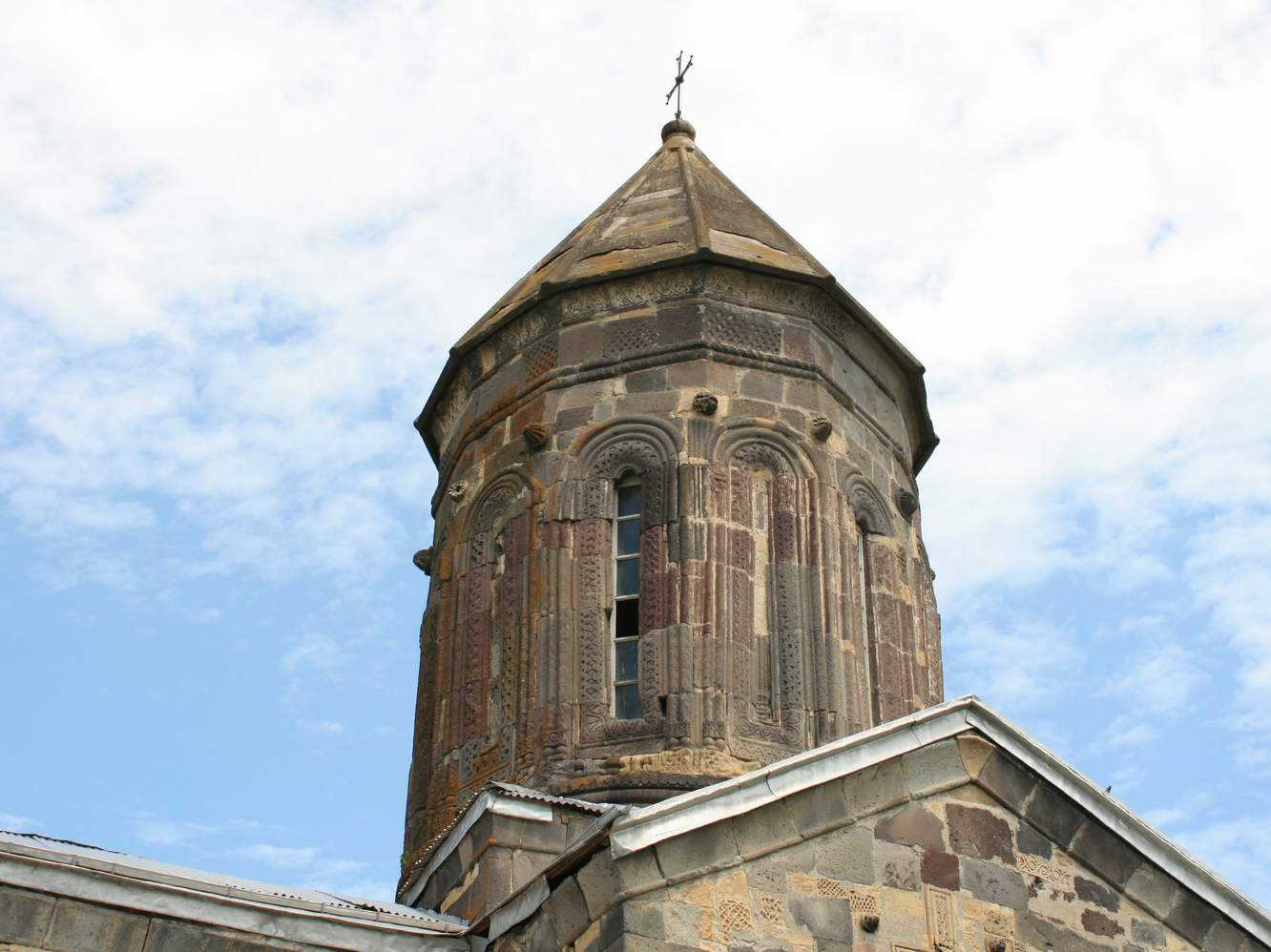
Cúpula de la iglesia

La catedral se encuentra en el centro del pueblo de Ruisi, en el distrito de Kareli, región de Shida Kartli. Es visible justo al norte de la autopista Gori-Khashuri.
Ruisi es conocida en la historia de Georgia como el lugar de coronación del joven rey Jorge II por Liparit IV, duque de Kldekari en 1055 y por ser uno de los dos escenarios del Concilio de Ruisi-Urbnisi en 1103. Fue la sede del obispo de la iglesia ortodoxa georgiana, conocido como Mroveli. Uno de los obispos, Leonti, es acreditado como compilador de las crónicas georgianas en el siglo XI. En 1695, el rey Alejandro IV de Imereti, prisionero en Ruisi, fue asesinado allí y sepultado en la iglesia de Ruisi.
El edificio actual es el resultado de múltiples fases de construcción, destrucción e intervenciones de protección. Los remanentes de la antigua fase de construcción datan del siglo VIII o IX. 
La iglesia fue remodelada en el siglo X, y además, en el siglo XI como se puede ver en la inscripción sobre el ábside en el portal norte. Fue destruida casi por completo durante la invasión de Tamerlán en 1400 y reconstruida por el rey Alejandro I de Georgia (r. 1412|1442), quien introdujo un impuesto especial para conseguir los fondos para la reconstrucción de Ruisi y Mtsjeta; una inscripción en la fachada oeste conmemora a Alejandro, mientras que en la fachada sur se menciona al arquitecto Shalva. La iglesia fue restaurada por Dionise Laradze, obispo de Ruisi, en el siglo XVI y por la reina Mariam de Kartli en la década de 1660. Sufrió graves daños durante el terremoto de Gori en 1920 y fue reparada en sendos esfuerzos en 1936-1938 y 1950-1953.

## Arquitectura

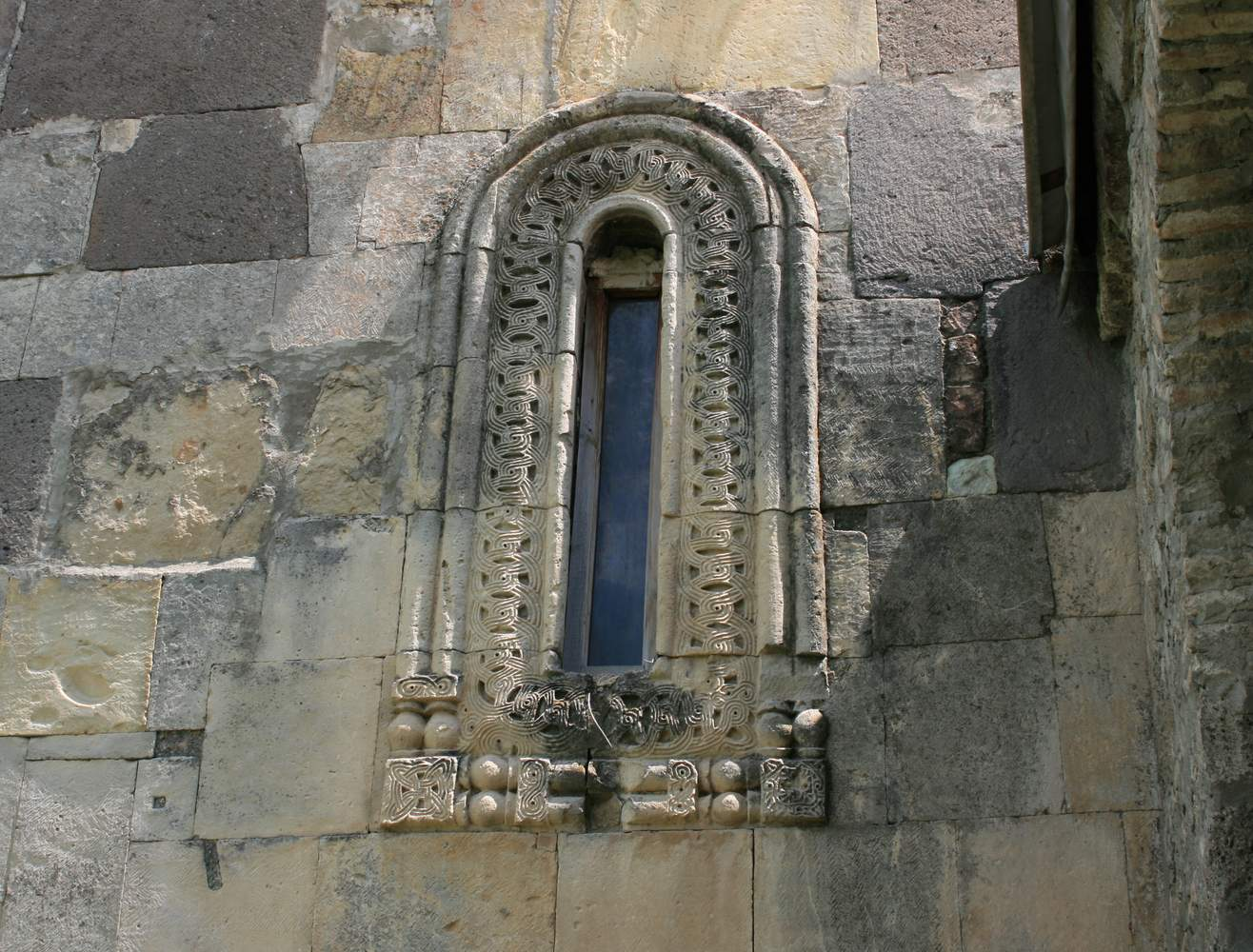
Ventana con marco adornado

Ruisi es una iglesia de cruz inscrita, mide 27,3 × 19,6 m y se eleva a 23,3 m de altura. Está construida con bloques de arenisca, con el uso adicional de basalto, piedra caliza y ladrillo en el momento de la reconstrucción. El edificio se alza sobre un zócalo de dos escalones. Se puede acceder a través de tres puertas rectangulares, al oeste, sur y norte. Un nártex, unido a la puerta oeste y abierto en una serie de arcos en tres lados, es un anexo del siglo XV. La cúpula dodecagonal descansa sobre cuatro pilares independientes. La cúpula está perforada por 12 ventanas, seis de ellas construidas en el siglo XV. Dos columnas más se colocan en la parte occidental de la bahía. Una ventana arqueada se corta en el ábside, con un nicho arqueado debajo de ella.
Al oeste de la iglesia se encuentra un campanario construido en un muro defensivo que rodea todo el complejo. Construido en el siglo XVII, es una estructura de tres pisos, que mide 7,4 × 6,8 m.